# Gila
Gila — психоделічний рок-гурт зі Штутгарта, Німеччина, створений у 1969 році.

## Історія
Гурт утворився на початку 1969 року і завдяки своєму новому/експериментальному звучанню вони забезпечили собі значну базу німецьких шанувальників.
Музика гурту Gila була класифікована як краут-рок, психоделічний рок, психоделічний фолк, прогресивний рок.
Початковий склад гурту Gila: Даніель Аллуно (барабани, бонго, табла, перкусія), Фріц Шейхінг (орган, мелотрон, перкусія, клавішні), Конні Вейт (гітара, вокал, табла, додаткові клавішні) і Вальтер Відеркер (бас).
У 1971 році вони записали свій дебютний альбом Gila — Free Electric Sound і розпалися в 1972 році.
У 1973 році Вейт відтворив гурт з новим складом. Того ж року гурт записав другий студійний альбом, краут-рок / психоделічний фолк Bury My Heart at Wounded Knee.
У 1974 році гурт знову розпався.
У 1999 році вийшов концертний альбом гурту, Night Works, який був записаний у 1972 році й спочатку призначався для радіомовлення.

## Дискографія
- Gila — Free Electric Sound (1971)
- Bury My Heart at Wounded Knee (1973)
- Night Works (1999)
- Free Electric Rock Sessions (2008)

## Учасники гурту
- Конні Вейт (Conny Veit) — гітари, вокал, перкусія, клавішні (1969–1972, 1973–1974); флейта, бас (1973–1974)
- Даніель Аллуно (Daniel Alluno) — барабани, перкусія (1969–1972)
- Фріц Шейхінг (Fritz Scheyhing) — клавішні, перкусія (1969–1972)
- Вальтер Відеркер (Walter Wiederkehr) — бас (1969–1972)
- Сабіна Мербах (Sabine Merbach) — вокал (1973–1974)
- Флоріан Фріке (Florian Fricke) — клавішні (1973–1974)
- Даніель Фіхельшер (Daniel Fichelscher) — ударні, перкусія, бас (1973–1974)